# Mug Nuadat
Mug Nuadat mac Moga Uí Éber („Mug, der Sklave/Diener Nuadas, Sohn Moga Uí Ébers“) ist in der keltischen Mythologie Irlands als König von Munster im 2. Jahrhundert n. Chr. erwähnt und wird manchmal unter den Namen Eógan Mór (der Ältere) („Eugen der Große“) genannt.
In der Sage von der Schlacht von Mag Léana (Cath Maige Leana) führte Mug Uí Éber, Mug Nuadats Vater, gegen zwei andere Könige siegreich Krieg. Diese verbündeten sich daraufhin mit Conn Cétchathach, der in zwei Schlachten im County Offaly siegte und Mug Uí Éber tötete. Mug Nuadat flüchtete nach Spanien, heiratete die Tochter des Königs und kehrte neun Jahre später mit einem Heer zurück. Nach einigen Kämpfen wurde im Jahr 123 n. Chr. Irland zwischen den beiden Königen aufgeteilt. Als Grenzlinie galt die Linie zwischen Galway Bay und Dublin. Conn erhielt die Ländereien nördlich dieser Linie (Leth Cuinn, „Conns Hälfte“), Mug Nuadat den südlichen Teil (Leth Moga, „Mugs Hälfte“). Leth Moga bestand aus den Provinzen Munster, Osraighe und Leinster, Leth Cuinn aus den Provinzen Connacht, Ulster und Meath.
Nach fünfzehn Jahren des Friedens griff Mug Nuadat neuerlich Conn an, wurde aber im Jahr 195 n. Chr. in der Schlacht von Conn Cétchathach getötet; andere Versionen berichten, Conn habe ihn im Schlaf ermorden lassen. Seathrún Céitinn (1569–1644) erzählt in seiner Foras feasa ar Éirinn („Geschichte Irlands“) von anderen Bündnissen der beteiligten Könige, letztlich aber auch ähnlich dem obenerzählten Handlungsablauf.
Mug Nuadat war mit der kastilischen Prinzessin Beare verheiratet, mit der er einen Sohn namens Ailill Aulom sowie zwei Töchter hatte. Ailill wurde mit der Tochter Conns, Sadhbh, verheiratet. Sein Enkel und Namensvetter Eógan Mór (der Jüngere) begründete die Eógannachta-Dynastie.